# Pleusymtes subglaber
Pleusymtes subglaber är en kräftdjursart som först beskrevs av J. L. Barnard och Given 1960.  Pleusymtes subglaber ingår i släktet Pleusymtes och familjen Pleustidae. Inga underarter finns listade i Catalogue of Life.